# Casey Wilson
Pour les articles homonymes, voir Wilson.
 (novembre 2021).
Si vous disposez d'ouvrages ou d'articles de référence ou si vous connaissez des sites web de qualité traitant du thème abordé ici, merci de compléter l'article en donnant les références utiles à sa vérifiabilité et en les liant à la section « Notes et références ».
Casey Wilson née le 24 octobre 1980 à Alexandria est une actrice et scénariste américaine principalement connue avec le rôle de Penny Hartz dans Happy Endings, et pour avoir participé durant deux saisons au Saturday Night Live, de 2007 à 2009.

## Biographie
Née à Alexandria, elle est la fille de Paul O. Wilson, consultant politique menant des campagnes pour les Républicains modérés et de Kathy Wilson (décédée en septembre 2005), ancienne présidente du National Women's Political Caucus (elle assistait à sa dernière convention alors qu'elle était enceinte de Casey), qui, sous sa direction, a approuvé Walter Mondale, candidat démocrate à la Présidence des États-Unis, cette dernière[Laquelle ?] finissant par devenir démocrate et a quitté la politique pour s'impliquer dans l'éducation de la petite enfance. Le frère cadet de Casey, Fletcher, est devenu ingénieur.
Casey est diplômée de TC Williams High School en 1998 et a étudié le théâtre à la Tisch School of the Arts de la NYU et au Studio de Stella Adler par intérim.
Si elle commence sa carrière dans des troupes d'improvisation à New York au Upright Citizens Brigade Theatre et à Los Angeles, son premier succès est dû à un sketch Rode Hard, qu'elle a créé et interprété avec June Diane Raphael, pour lequel elle obtient l'ECNY Award du meilleur duo comique en 2005. L'année suivante, elle commence une carrière cinématographique, mais ce n'est qu'en 2007 qu'elle se fait connaître sur le territoire américain grâce à l'émission humoristique Saturday Night Live, dans lequel elle officie durant deux saisons (2007-2009).
Au cinéma, ses films les plus notables sont For Your Consideration, Les Frères Solomon, Meilleures Ennemies, pour lequel elle a écrit le scénario, et Julie et Julia.
Casey est co-star dans la comédie d'ABC Happy Endings (2011) avec Elisha Cuthbert, Zachary Knighton, Adam Pally, Damon Wayans Jr. et Eliza Coupe.

## Filmographie

### Cinéma

#### Longs métrages
- 2007 : For Your Consideration, de Christopher Guest : une jeune actrice
- 2007 : Les Frères Solomon (The Brothers Solomon), de Bob Odenkirk : une employée de la clinique de fertilité
- 2008 : Mister Showman (The Great Buck Howard), de Sean McGinly (en) : Charity
- 2009 : Meilleures Ennemies (Bride Wars), de Gary Winick : Stacy
- 2009 : Julie et Julia (Julie & Julia), de Nora Ephron : Regina
- 2010 : Kiss and Kill (Killers), de Robert Luketic : Kristen
- 2011 : Freak Dance, de Matt Besser : une femme riche
- 2012 : Maman, j'ai raté ma vie (The Guilt Trip), de Anne Fletcher : Amanda
- 2013 : C.O.G., de Kyle Patrick Alvarez : Martha
- 2013 : Ass Backwards, de Chris Nelson : Chloe
- 2014 : Gone Girl, de David Fincher : Noelle Hawthorne
- 2017 : The Disaster Artist de James Franco : la directrice de casting
- 2019 : Always Be My Maybe de Nahnatchka Khan
- 2022 : The Listener de Steve Buscemi Ruby (voix)

#### Courts métrages
- 2006 : Derek & Simon: A Bee and a Cigarette de Bob Odenkirk : Anna
- 2007 : The Definition of Sex de Peter Mervis : Abby

### Télévision

#### Séries télévisées
- 2002 : Ed : une jeune maman
- 2007 : Human Giant : une jeune maman
- 2011 : Retired at 35 : Amy Robbins
- 2011 : Bored to Death : Patti Stevenson
- 2011–2013 : Happy Endings : Penny Hartz (57 épisodes)
- 2013 : How I Met Your Mother : Krirsten
- 2013 : Drunk History : Dolly Parton
- 2014 : Marry me : Annie Fletcher (18 épisodes)
- 2014–2015 : The Hotwives : Tawny St. John / Jenifer Beudon
- 2018 : Heathers : Lexi Anne (2 épisodes)
- 2019–2021 : Black Monday : Tiffany Georgina (24 épisodes)
- 2020 : Katy Keene : elle-même
- 2020–2022 : Grace et Frankie : Taneth Fairlight (2 épisodes)
- 2021 : The Shrink Next Door : Bonnie (8 épisodes)
- 2022 : Human Resources : Empathy Mulholland (voix)
- 2022 : Better Things : Yancey
- 2022 : Super Noël, la série : Sarah adulte

#### Séries télévisées d'animation
- 2010 : Le Monde selon Tim (The Life and Times of Tim) : personnages divers (voix, 2 épisodes)

#### Émissions télévisées
- 2008–2009 : Saturday Night Live : personnages divers (30 épisodes)
- 2009 : Late Night with Jimmy Fallon : une voisine
- 2012–2013 : Comedy Bang Bang : personnages divers (2 épisodes)

#### Téléfilms
- 2005 : Sports Central de James Jones[Lequel ?] : une correspondante
- 2007 : Revenge de Damon Santostefano : Sarah

## Saturday Night LiveImitations
- Rachael Ray
- Kristy Joe Muller
- Mariam Budia
- Scarlett Johansson
- Chelsea Clinton
- Debralee Scott
- Jackie Glass
- Marion Sandler
- Karen Dotrice
- Katy Perry
- Sara Quin
- Christina Hendricks
- Jennifer Aniston
- Carolyn Maloney
- Elizabeth Dole
- Roxie Hart
- Elizabeth Taylor
- Ginnifer Goodwin
- Alyson Reed
- Robin Coleman